# Los Arrayanes, Chiapas
Los Arrayanes är en ort i Mexiko.   Den ligger i kommunen Simojovel och delstaten Chiapas, i den sydöstra delen av landet, 700 km öster om huvudstaden Mexico City. Los Arrayanes ligger 966 meter över havet och antalet invånare är 125.
Terrängen runt Los Arrayanes är bergig åt nordost, men åt sydväst är den kuperad. Runt Los Arrayanes är det ganska tätbefolkat, med 60 invånare per kvadratkilometer. Närmaste större samhälle är Simojovel de Allende, 18,6 km väster om Los Arrayanes. I omgivningarna runt Los Arrayanes växer i huvudsak städsegrön lövskog.